# Епархия Тэджона
Епархия Тэджона (лат. Dioecesis Taeieonensis) — епархия Римско-Католической церкви с центром в городе Тэджон, Южная Корея. Епархия Тэджона входит в митрополию Сеула. Кафедральным собором епархии Тэджона является церковь святой Терезы из Лизьё.

## История
23 июня 1958 года Римский папа Пий XII выпустил буллу Sacro suadente, которой учредил апостольский викариат Тэджона, выделив его из апостольского викариата Сеула (сегодня — Архиепархия Сеула).
10 марта 1962 года Римский папа Иоанн XXIII издал буллу Fertile Evangelii semen, которой преобразовал апостольский викариат Тэджона в епархию.

## Ординарии епархии
- епископ Andrien-Jean Larribeau (1958 — 1963);
- епископ Peter Hoang Min Syeng (1965 — 1984);
- епископ Joseph Kyeong Kap-ryong (1984 — 2005);
- епископ Лазарус Ю Хын Сик (2005 — 2021 — назначен префектом Конгрегации по делам духовенства).

## Источник
- Annuario Pontificio, Libreria Editrice Vaticana, Città del Vaticano, 2003, ISBN 88-209-7422-3
- Булла Sacro suadente, AAS 51 (1959), стр. 152  (лат.)
- Булла Fertile Evangelii semen, AAS 54 (1962), стр. 552  (лат.)